# Emil Kijewski
Emil Kijewski (ur. 22 listopada 1911 w Hombruch, zm. 23 stycznia 1989 w Dortmundzie) – niemiecki kolarz szosowy, srebrny medalista mistrzostw świata.

## Kariera
Największy sukces w karierze Emil Kijewski osiągnął w 1937 roku, kiedy zdobył srebrny medal w wyścigu ze startu wspólnego podczas mistrzostw świata w Kopenhadze. W zawodach tych wyprzedził go jedynie Belg Éloi Meulenberg, a trzecie miejsce zajął Szwajcar Paul Egli. Na rozgrywanych dwa lata wcześniej mistrzostwach świata w Florefe był dziesiąty w tej samej konkurencji. Ponadto był między innymi pierwszy w Rund um Berlin w latach 1933 i 1937 oraz Rund um Köln w latach 1935 i 1937, w 1934 roku wygrał Wurtemberger Tour, a w 1937 roku był wicemistrzem kraju w wyścigu ze startu wspólnego zawodowców. W latach 1936 i 1937 startował w Tour de France, ale nie kończył rywalizacji. Nigdy nie wystąpił na igrzyskach olimpijskich. Jako zawodowiec startował w latach 1934-1943 oraz 1947-1950.